# 72 Pułk Piechoty (austro-węgierski)
Węgierski Pułk Piechoty Nr 72 (niem. Ungarisches Infanterieregiment Nr. 72) – pułk piechoty cesarskiej i królewskiej Armii.

## Historia pułku
Pułk został utworzony 1 lutego 1860 roku z dwóch batalionów liniowych (Linieninfanterieregiment) z 4 pułku piechoty i jednego z 23 pułku piechoty. 
Okręg uzupełnień nr 72 Bratysława (węg. Pozsony, niem. Pressburg) na terytorium 5 Korpusu.
W swojej historii nosił między innymi następujące imię:
- FZM Wilhelm Ramming von Riedkirchen (1860 – †1 VII 1876),
- FZM Joseph Dormus von Kilianshausen (1876 – †17 VI 1890),
- GdI Emil David von Rhonfeld (od 1890)[1].

Kolory pułkowe: niebieski (lichtblau), guziki złote. Skład narodowościowy w 1914 roku 51% - Słowacy, 20% - Niemcy, 28% - Węgrzy.
Dyslokacja w roku 1873: dowództwo oraz wszystkie bataliony w Pożoniu.
Dyslokacje w latach 1903–1905: dowództwo i wszystkie bataliony oprócz II w Wiedniu, II batalion w Pożoniu.
Dyslokacje w latach 1906–1914: dowództwo i wszystkie bataliony oprócz 2. w Pożoniu. 2. batalion podlegał dyslokacjom: 1906–1907 – Pożoń, 1908–1909 – Crkvice, 1910–1911 – Cattaro, 1912–1913 – Perzagno, 1914 – Tivat.
Pułk (bez 2. batalionu) wchodził w skład 27 Brygady Piechoty należącej do 14 Dywizji Piechoty, natomiast detaszowany 2. batalion był podporządkowany komendantowi 14 Brygady Górskiej należącej do 47 Dywizji Piechoty.

## Komendanci pułku
- płk Vincenz von Abele (1860–1866 → brygadier w 23 Dywizji)
- płk Alphons Spaczer (1866 – 1 XI 1872 → stan spoczynku w stopniu tytularnego generała majora)
- płk Conrad Schluderer von Trauenbruck (1872 – )
- płk Alfred von Englisch-Popparich (1891–1894 → komendant IR. 90)
- płk Heinrich Ulrich Edler von Trenkheim (1903–1906)
- płk Josef Strasser Edler von Obenheimer (1907–1909)
- płk Eugen Dichtl (1910)
- płk Ernst Wossala (1911–1914)